# Иванов, Тимур Вадимович
Тиму́р Вади́мович Ивано́в (род. 15 августа 1975, Москва) — российский государственный деятель, заместитель Министра обороны Российской Федерации (23 мая 2016 — 26 апреля 2024). Действительный государственный советник Российской Федерации 1 класса. Кандидат экономических наук. В 2025 году осуждён в Российской Федерации за хищения и легализацию преступных доходов и приговорён к длительному сроку тюремного заключения.

## Биография

### Происхождение
Родился 15 августа 1975 года в Москве. Отец — Вадим Геннадьевич Иванов, с 2004 года — генеральный директор ООО «Кристалл Девелопмент».
В 1997 году Иванов окончил факультет вычислительной математики и кибернетики МГУ. В 2011 году в Ивановском государственном энергетическом университете защитил диссертацию на соискание учёной степени кандидата экономических наук по теме «Финансово-организационные модели проектов сооружения АЭС» под руководством доктора экономических наук, профессора А. М. Карякина.
С 1997 по 1999 год работал в различных коммерческих организациях, с 1999 по 2012 год — на предприятиях топливно-энергетического комплекса России. Занимал должности советника первого заместителя генерального директора по экономике и финансам — исполнительного директора концерна «Росэнергоатом», вице-президента ЗАО «Атомстройэкспорт», заместителя председателя правления ОАО «ИНТЕР РАО ЕЭС». В 2009—2012 годах — генеральный директор «Российского энергетического агентства» Министерства энергетики Российской Федерации.

### Государственная служба

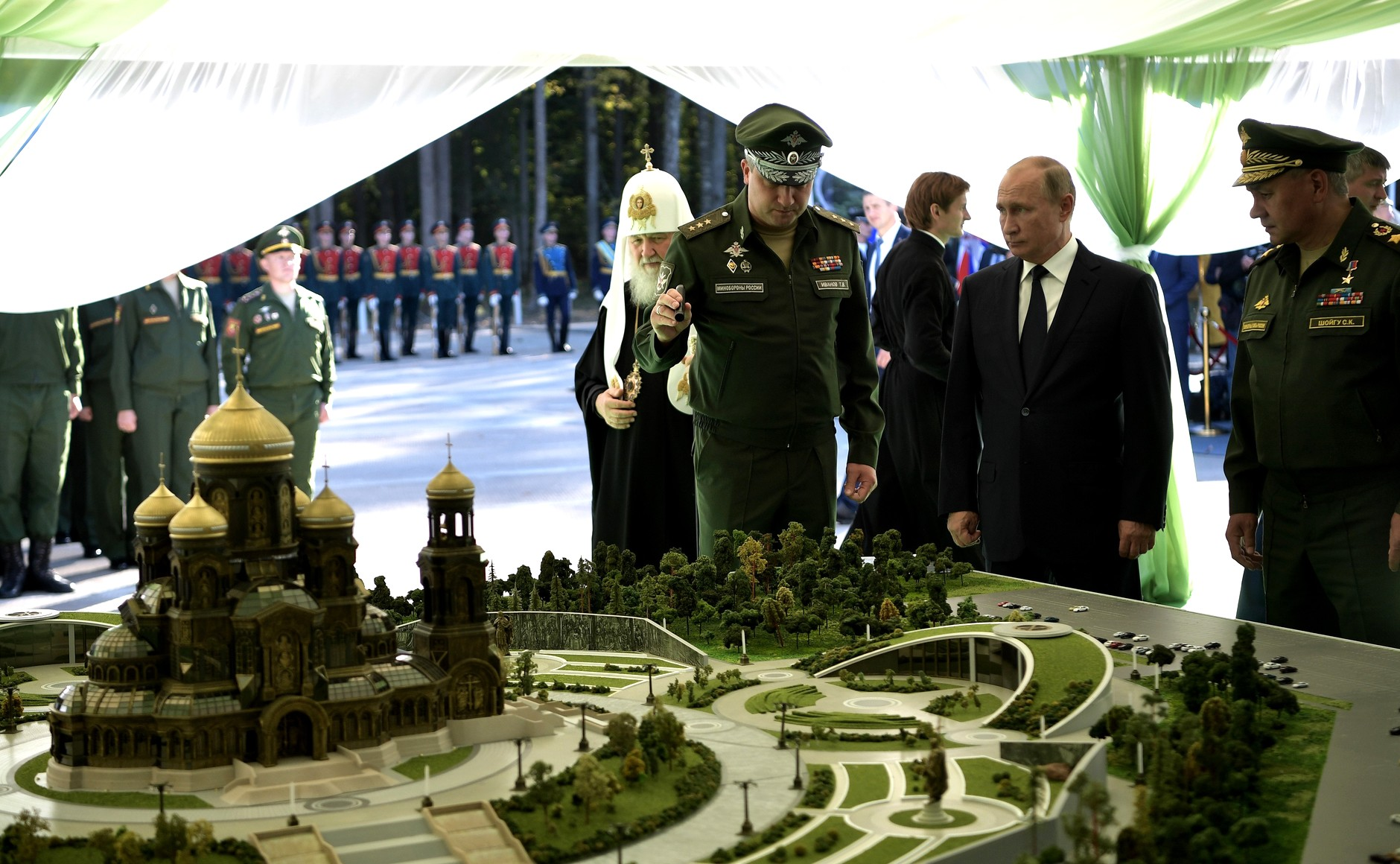
Тимур Иванов (слева) с Президентом РФ Владимиром Путиным и министром обороны РФ Сергеем Шойгу.
Парк «Патриот», 19 сентября 2018 года

В 2012 году занимал должность заместителя председателя правительства Московской области (губернатором в это время был Сергей Шойгу). С 2013 по 2016 год — генеральный директор АО «Оборонстрой», подведомственного Министерству обороны России.
23 мая 2016 года указом президента России назначен заместителем министра обороны Российской Федерации Сергея Шойгу. В Минобороны курировал вопросы, связанные с социальным блоком, управлением имуществом и расквартированием войск, жилищное и медицинское обеспечение Вооружённых сил России. Отвечал за строительство, реконструкцию и капитальный ремонт объектов Минобороны России и военную ипотеку.
В 2019 году вошёл в рейтинг богатейших силовиков России по версии Forbes (первое место). Доход его семьи по итогам 2018-го составил 136,7 млн рублей, доход самого Иванова — в 13,6 млн рублей.
Во время пандемии COVID-19 в России в 2020 году — куратор строительства 16 многофункциональных медицинских центров Минобороны для лечения пациентов с COVID-19. Также курировал строительство Главного храма Вооружённых сил России и парка «Патриот».

### Арест и увольнение
23 апреля 2024 года Иванов был задержан правоохранительными органами по подозрению в получении взятки в особо крупном размере: на сумму 1 миллиард 185 млн рублей (ч. 6 ст. 290 УК РФ). Ему грозило до 15 лет колонии. 24 апреля арестован Басманным районным судом на 2 месяца. Иванов свою вину не признал. 25 апреля стало известно, что суд наложил арест на все активы и счета, которые зарегистрированы на самого Иванова и его жену, а также на бывших жён чиновника и его детей.
Вторым арестованным по делу о взятке стал глава компании «Волжский берег» Сергей Бородин, который находился «в дружеских связях с заместителем министра обороны РФ» и «курировал вопросы строительства и капитального ремонта объектов министерства обороны». В постановлении суда об аресте Иванова и Бородина утверждалось, что они «вступили в преступный сговор с третьими лицами, заранее объединились с ними для совершения организованной группой преступления — получения взятки в особо крупном размере в виде оказания услуг имущественного характера при проведении подрядных и субподрядных работ для нужд Министерства обороны». По данным журналистского расследования 2023 года, возглавляемая Бородиным компания строила Иванову поместье в Тверской области. 25 апреля был арестован соучредитель компании-подрядчика Минобороны «Олимпситистрой» Александр Фомин, который был с Ивановым «в доверительных отношениях и разрешал ему не платить за товары и услуги, связанные с ремонтом и реконструкцией зданий». Фомин перед арестом отказался от сделки со следствием.
По данным «Важных историй», настоящей причиной ареста Иванова является подозрение в государственной измене. Адвокат Иванова заявил, что подзащитный обвиняется только в получении взятки, а информация о госизмене ложна, при этом деньги как предмет взятки в деле Иванова не фигурируют.
Вечером 24 апреля, по данным ТАСС и РБК, Министр обороны Российской Федерации Сергей Шойгу своим приказом временно отстранил Тимура Иванова от должности своего заместителя. Через несколько дней его профиль был удалён с сайта Минобороны России.
26 апреля 2024 года был уволен с должности заместителя Министра обороны Российской Федерации на основании пункту 1.1 части 1 статьи 37 Федерального закона от 27 июля 2004 года № 79-ФЗ «О государственной гражданской службе Российской Федерации» (утрата доверия к гражданскому служащему «в случаях несоблюдения ограничений и запретов, требований о предотвращении или об урегулировании конфликта интересов и неисполнения обязанностей, установленных в целях противодействия коррупции»).
1 июля 2025 года Московский городской суд приговорил Тимура Иванова к 13 годам колонии общего режима и штрафу в размере 100 млн рублей. Кроме того, суд лишил Иванова права занимать административные должности сроком на четыре года. Мосгорсуд обратил в доход государства все арестованные ранее активы Иванова и членов его семьи. Также он лишён государственных наград, в том числе почётного звания Заслуженного строителя России. Кроме того, суд приговорил бывшего подчинённого Иванова Антона Филатова к 12,5 года колонии и штрафу в размере 25 млн рублей.

## Санкции
15 марта 2022 года, в числе 11 высокопоставленных представителей российского оборонного сектора, за поддержку вторжения России на Украину против него введены санкции США. Одновременно был включён в санкционный список Великобритании как ответственный за вторжение России на Украину.
6 мая 2022 года внесён в санкционный список Канады за «соучастие в выборе президента Путина вторгнуться в мирную и суверенную страну».
6 октября 2022 года внесён в санкционный список стран Евросоюза:

Он отвечает за закупки военной продукции и строительство военных объектов. Он занимает десятое место в общей иерархии российского военного руководства… Во время агрессивной войны России против Украины он совершал различные визиты в так называемую «ЛНР» и так называемую «ДНР» для инспекции объектов, строящихся российскими оккупационными силами. Кроме того, он вручил различные государственные награды российским военнослужащим, получившим ранения в ходе агрессивной войны России против Украины. Эти действия свидетельствуют о том, что он активно поддерживает и оправдывает войну против Украины.— «Официальный журнал Европейского союза», Брюссель, 6 октября 2022 года
По аналогичным основаниям находится под санкциями Австралии, Японии, Украины, Швейцарии и Новой Зеландии.

## Семья и личная жизнь
- В браке с первой женой родился сын, который окончил школу в Мексике[источник не указан 479 дней].
- Вторая жена (с 2010) — Светлана Александровна Иванова (урождённая Захарова, в первом браке Маниович (род. 19 сентября 1973, Москва), предприниматель, владеет «Metropol Fashion Group». Экс-ведущая телевизионной программы «Снимите это немедленно!» на канале СТС[33][нет в источнике]. Гражданка Израиля.
  - Её дети от первого брака — дочь Александра[34] (род. 1998)[источник не указан 46 дней] и сын Марк[34] (род. 2002).[источник не указан 46 дней]
  - Дочери Дарья[34] (род. 2010),[источник не указан 46 дней] Прасковья (род. 2018[34]).

По информации французских СМИ и телеграм-канала Baza, они официально развелись в 2022 году. После развода с чиновником, вернула себе девичью фамилию — Захарова.
- Женат третьим браком на экс-телеведущей Марии Китаевой[38] (по другим данным, является его гражданской женой[39]). На момент ареста проживал с ней на Рублёвке[39].
  - Есть дочь (род. 2024)[39].

## Расследования СМИ

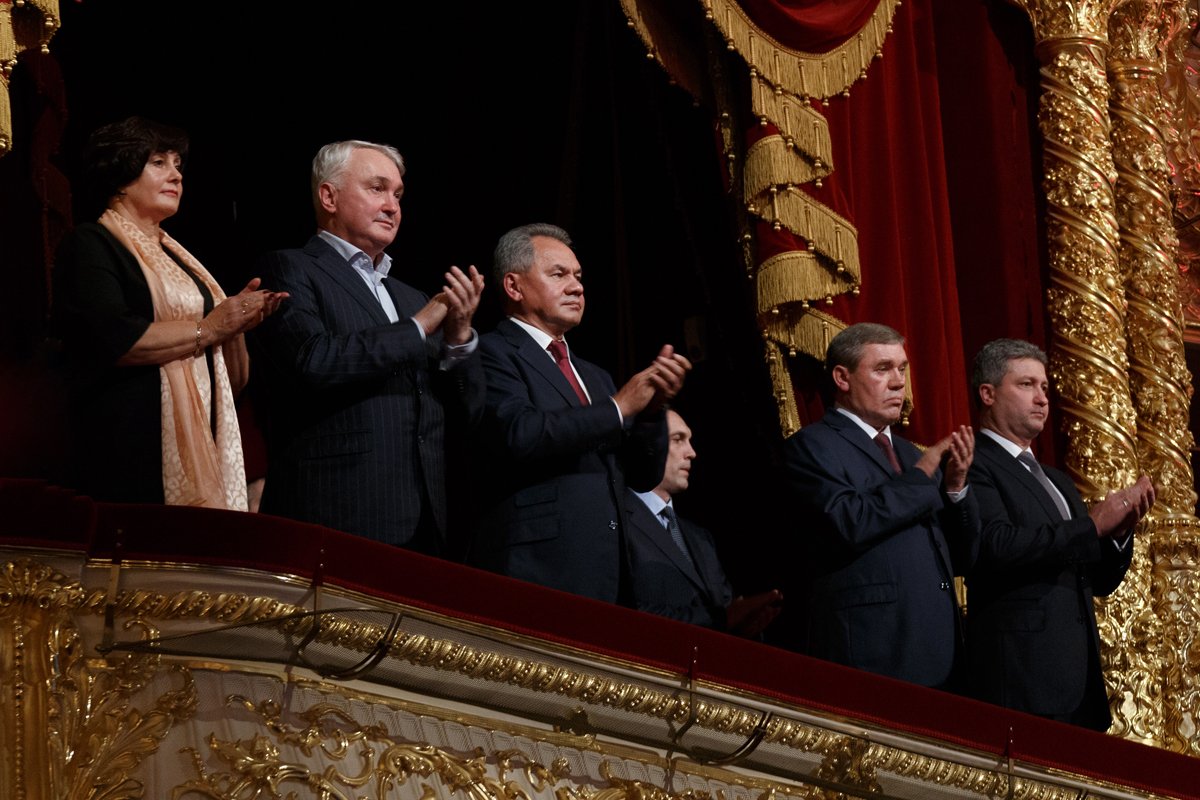
Иванов (справа) в Большом театре в 2018 году

Тимур Иванов неоднократно становился героем журналистских расследований. Так, согласно расследованию «Проекта» 2019 года, семья Иванова прятала элитную недвижимость суммой почти на 1 млрд рублей. По информации издания, семья Иванова владеет домом площадью 1,6 тысячи м² и участком 10 тысяч м² в посёлке Успенское в Подмосковье, а также таунхуасом на Остоженке площадью 300 м². Ранее супруга Иванова, в интервью журналу Vogue, признавалась в том, что «уговорила Иванова на покупку» таунхауса.
В 2019 году Иванов включён в рейтинг российского издания Forbes «Богатейшие силовики России — 2019» с семейным доходом за 2018 год в размере 136,7 млн рублей, при этом доход самого Иванова оценён в 13,6 млн рублей.
В декабре 2022 года ФБК опубликовал расследование о роскошной жизни Тимура Иванова и его супруги: в руки сотрудников ФБК попал почтовый архив жены Иванова со счетами за недвижимость, аренду яхт, покупку дорогой одежды и аксессуаров. Согласно расследованию, Иванов и его супруга Светлана потратили свыше миллиона евро на отдых, при этом личные счета Светланы оплачивала фирма, занимающаяся восстановлением оккупированного Мариуполя. Также, согласно расследованию, в 2010—2018 годах супружеская пара каждое лето снимала виллы на Лазурном берегу, потратив только на аренду жилья в Сен-Тропе не менее 850 тысяч евро. Супруга Иванова Светлана Маниович формально развелась с мужем после того как он попал под санкции, чтобы не попасть под вторичные санкции из-за мужа, но продолжала при этом тратить в странах Евросоюза деньги, которые её муж заработал на войне в Украине. Фонд борьбы с коррупцией обратился в Финансовую гвардию Италии с просьбой арестовать активы Иванова и членов его семьи.
В мае 2023 года центр «Досье», отмечал что «оккупированные Россией территории Украины стали для Иванова настоящей золотой жилой». Так, по данным источников издания, все подрядчики Минобороны платят «откаты», при этом, за счёт повышающих коэффициентов на строительство на оккупированных территориях, выделяют средств в 3-4 раза больше, чем обычно. По данным расследования, Тимур Иванов добился расположения министра обороны Сергея Шойгу, выполняя различные деликатные поручения, так он занимался блокировкой, или оплатой, нужных публикаций в СМИ. По данным издания, доверенным лицом и «кошельком» Иванова является бывший сенатор Александр Тер-Аванесов.

## Награды
- Орден «За заслуги перед Отечеством» III степени.[источник не указан 46 дней]
- Орден «За заслуги перед Отечеством» IV степени.[источник не указан 46 дней]
- Медаль ордена «За заслуги перед Отечеством» II степени[5].
- Герой Луганской Народной Республики (2022[52]).
- Кавалер ордена «За заслуги» (Франция).[источник не указан 46 дней]
- Премия Правительства Российской Федерации в области науки и техники (2011) — за разработку и внедрение базовой технологии и интеллектуальных электромеханических комплексов для ответственных отраслей и сфер деятельности с жёсткими требованиями к надежности и бесперебойности работы[53].
- Заслуженный строитель Российской Федерации (2015)[5].
- Почётный работник топливно-энергетического комплекса Российской Федерации (Минэнерго России).
- Ведомственные медали Минобороны и МЧС России[5].
- Медаль «За заслуги перед Республикой Карелия» (28 апреля 2020) — за большой вклад в развитие социальной и транспортной инфраструктуры Республики Карелия, строительство объектов аэропортового комплекса «Петрозаводск» и Петрозаводского президентского кадетского училища[источник не указан 46 дней]
- Орден Святого благоверного великого князя Димитрия Донского I степени (13 июня 2021) — за внимание к помощи в строительстве Главного храма Вооружённых сил Российской Федерации[54].